# Edyta Geppert
Edyta Urszula Geppert-Loretz (ur. 27 listopada 1953 w Nowej Rudzie) – polska piosenkarka, była członkini Akademii Fonograficznej ZPAV.

## Życiorys

### Rodzina i edukacja
Pochodzi z muzykalnej rodziny. Kiedy miała pięć lat, dziadek kupił jej akordeon. Za sprawą matki, która była Węgierką, fascynowała się czardaszami. Uczyła się na Wydziale Piosenki Państwowej Średniej Szkoły Muzycznej im. Fryderyka Chopina w Warszawie.

### Kariera muzyczna
Występowała w Zespole Pieśni i Tańca „Nowa Ruda”. Po raz pierwszy zaprezentowała się szerszej publiczności w 1984 na piątym Przeglądzie Piosenki Aktorskiej we Wrocławiu. W czerwcu tego samego roku za wykonanie utworu „Jaka róża, taki cierń” zdobyła nagrodę główną im. Karola Musioła na 21. Krajowym Festiwalu Piosenki Polskiej w Opolu. W następnym roku wystąpiła w koncercie „Przeboje” na 22. KFPP w Opolu, jednak jej wykonanie utworu „Zamiast” zostało ocenzurowane przez telewizję ze względu na tekst w negatywny sposób opisujący realia życia w Polsce. W 1986 za wykonanie utworu „Och, życie kocham cię nad życie” zdobyła Grand Prix 23. KFPP w Opolu. W 1995 za wykonanie utworów „Nie, nie żałuję” i „Idź swoją drogą” zdobyła pierwszą nagrodę na 32. KFPP w Opolu.
W 1998 została odznaczona Czerwoną Kokardką. 7 czerwca 2014 podczas 51. KFPP w Opolu została odznaczona Honorowym Złotym Mikrofonem, nagrodą przyznawaną przez Zarząd Polskiego Radia za całokształt twórczości.

## Charakterystyka muzyczna
Śpiewa nie tylko spokojne i nastrojowe utwory, mierzy się także z piosenką dramatyczną, refleksyjną, liryczną i kabaretową. Wykonywała także utwory z muzyką country, hardrockową i heavymetalową oraz rap. Jej twórczość klasyfikowana jest najczęściej jako piosenka poetycka lub poezja śpiewana, choć artystka tych klasyfikacji nie lubi. Jej odpowiedzią na próby „zaszufladkowania” jest to, że jest piosenkarką, która śpiewa piosenki. Piosenka dla Geppert to „rodzaj wiersza krótkiego, do którego dodaje się muzykę, aby był śpiewany przy okazjach towarzyskich takich, jak: przy stole, z przyjaciółmi, z ukochaną, aby lżej znosić nudę, jeśli się jest bogatym oraz aby lżej znosić nędzę, jeśli się jest biednym”.
Teksty do jej piosenek są autorstwa znanych polskich twórców, takich jak Jacek Cygan, Magda Czapińska, Bożena Ptak, Wojciech Młynarski, Agnieszka Osiecka, Marek Dagnan czy Jerzy Ficowski.
Preferuje własny recital jako najlepszą formę kontaktu z publicznością. W swojej działalności artystycznej dała ok. 3 tys. recitali na żywo. W ostatnich latach na recitale artystki składają się utwory pochodzące ze wszystkich albumów, a także utwory nigdy niewydane, jak również największe, znane przeboje. W latach 1985–2002 z Geppert na stałe współpracowali pianista Tomasz Bajerski i gitarzysta Henryk Alber, zaś od 2002 na scenie towarzyszą jej: pianiści Krzysztof Herdzin lub Piotr Matuszczyk, trębacz Jerzy Szarecki i zespół Kroke.

## Życie prywatne
W 1985 wyszła za aktora i pedagoga Piotra Loretza (syn aktorów Mieczysława Mileckiego i Haliny Michalskiej), z którym ma syna, Mieczysława (ur. 1988).

## Odznaczenia
W 2007 z rąk ministra Kazimierza Ujazdowskiego odebrała Srebrny Medal „Zasłużony Kulturze Gloria Artis”.
3 maja 2009 podczas uroczystości w Sali Senatorskiej Zamku Królewskiego w Warszawie Prezydenta RP Lech Kaczyński odznaczył ją Krzyżem Kawalerskim Orderu Odrodzenia Polski.

## Dyskografia
| 1986                           | Och, życie kocham cię nad życie - Data: 1986 - Wydawca: Arston/Polskie Nagrania                 | –  |                   |
| 1991                           | Historie prawdziwe - Data: 1991 - Wydawca: ZPR Records                                          | –  |                   |
| 1992                           | Follow The Call - Data: 1992 - Wydawca: ZPR Records                                             | –  |                   |
| 1994                           | Śpiewajmy - Data: 1994 - Wydawca: Kompania Muzyczna Pomaton                                     | –  |                   |
| 1997                           | Pytania do księżyca - Data: 1997 - Wydawca: PolyGram Mercury                                    | –  |                   |
| 1998                           | Pamiętnik, czyli kocham cię życie - Data: 1998 - Wydawca: ZPR Records                           | –  | - złota płyta     |
| 1999                           | Debiut - Data: 5 maja 1999 - Wydawca: PolyGram Polska                                           | –  |                   |
| 2002                           | Wierzę piosence - Data: 18 listopada 2002 - Wydawca: Universal Music Polska                     | –  |                   |
| 2006                           | Śpiewam życie (oraz Kroke) - Data: 2 października 2006 - Wydawca: Agencja Artystyczna Edyta/EMI | 11 | - złota płyta     |
| 2008                           | Nic nie muszę – 25-lecie - Data: 29 września 2008 - Wydawca: Agencja Artystyczna Edyta/EMI      | 8  | - platynowa płyta |
| 2011                           | Święta z bajki - Data: 14 listopada 2011 - Wydawca: Agencja Artystyczna Edyta/Empik             | 37 |                   |
| „–” pozycja nie była notowana. |                                                                                                 |    |                   |

| Rok  | Tytuł                                                               | Pozycja na liście | Certyfikat ZPAV |
| Rok  | Tytuł                                                               | POL               | Certyfikat ZPAV |
| ---- | ------------------------------------------------------------------- | ----------------- | --------------- |
| 2017 | The Best of - Data: 10 listopada 2017 - Wydawca: Warner Music Group | 13                | - złota płyta   |

| 1986                           | Edyta Geppert Recital – Live - Data: 1986 - Wydawca: Pronit/P.Z. Polmark                             | –  |               |
| 2006                           | Moje królestwo (oraz Krzysztof Herdzin) - Data: 1 maja 2006 - Wydawca: Agencja Artystyczna Edyta/EMI | 24 | - złota płyta |
| „–” pozycja nie była notowana. | |    |               |

| Rok  | Tytuł                                | Pozycja na liście | Pozycja na liście | Album                           |
| Rok  | Tytuł                                | PR1               | LP3               | Album                           |
| ---- | ------------------------------------ | ----------------- | ----------------- | ------------------------------- |
| 1985 | „Jaka róża, taki cierń”              | 3                 | –                 | Och, życie kocham cię nad życie |
| 1985 | „Nocny dyżur”                        | 3                 | –                 | Och, życie kocham cię nad życie |
| 1985 | „Słynne gładkie 'ł'”                 | –                 | 22                | –                               |
| 1985 | „Życie, kocham cię nad życie”        | 2                 | –                 | Och, życie kocham cię nad życie |
| 1985 | „Punkt zwrotny”                      | –                 | 35                | Edyta Geppert Recital – Live    |
| 1986 | „Mój człowiek”                       | 3                 | –                 | Och, życie kocham cię nad życie |
| 1988 | „Szukaj mnie”                        | 2                 | –                 | –                               |
| 1989 | „Święta z bajki”                     | 10                | –                 | –                               |
| 1990 | „Mamo… córko”                        | 2                 | –                 | Follow the Call                 |
| 1991 | „Z duszą na ramieniu”                | 5                 | –                 | Historie prawdziwe              |
| 1991 | „Niewiele chciał”                    | 3                 | –                 | Historie prawdziwe              |
| 1997 | „Poeci nie zjawiają się przypadkiem” | –                 | 40                | Pytania do księżyca             |
| 1999 | „Debiut…”                            | –                 | 34                | Debiut                          |
| 2006 | „Śpiewam życie” (oraz Kroke)         | –                 | 49                | Śpiewam życie                   |
| 2008 | „Sentymentu mgła”                    | –                 | 39                | Nic nie muszę – 25-Lecie        |

| Rok  | Tytuł                | Utwór                                                                                        | Źródło |
| ---- | -------------------- | -------------------------------------------------------------------------------------------- | ------ |
| 1983 | Akademia pana Kleksa | - „Kwoka” (oraz Piotr Fronczewski i Zespół Dziecięcy „Akademia Pana Kleksa”) - „Psie Smutki” | [ 33 ] |
| 1985 | Podróże pana Kleksa  | - „Ballada Alladyna” (oraz Marcin Barański)                                                  | [ 34 ] |

| Rok  | Tytuł                                        | Utwór                          | Źródło |
| ---- | -------------------------------------------- | ------------------------------ | ------ |
| 1986 | Młynarski Śpiewany Przez Przyjaciół          | - „Życie kocham cię nad życie” | [ 35 ] |
| 1987 | Czas Nas Uczy Pogody – Piosenki Jacka Cygana | - „Jaka róża, taki cierń”      | [ 36 ] |
| 2006 | To miłość mi wszystko wyjaśniła              | - „Emilii mojej matce”         | [ 37 ] |